# Schläfenbrille
Die Schläfenbrille war Anfang bis Mitte des 18. Jahrhunderts der Übergang von der Bügelbrille (Klemmbrille) hin zur späteren Gattung der Ohrenbrille.
Die Schläfenbrille war die erste Brille mit seitlich angesetzten Bügeln, die zur damaligen Zeit noch im deutschen Sprachraum als Seitenarme, Stangen oder Federn bezeichnet wurden. Diese Bügel waren von Anfang an durch ein Scharnier einklappbar. Die Besonderheit war, dass diese Seitenarme nicht bis auf oder hinter das Ohr reichten, sondern nur bis zur Schläfe gingen, gegen die sie drückten. Meist waren diese Seitenarme mehr oder weniger im rechten Winkel zum Brillenrahmen angebracht, teilweise aber auch in einem bis zu 45° Winkel seitlich am Kopf nach oben verlaufend.
Brillen in der typischen Schläfenbrillen Bauart (große runde Bügelendringe) mit längeren Bügelstangen waren entweder als Lesebrillen gedacht und wurden entsprechend weiter vorne auf der Nase getragen, oder sie gehörten bereits zur nachfolgenden Gattung der Ohrenbrillen.

## Unterschiedliche Varianten der Schläfenbrille
- Erstmals abgebildet ist die Schläfenbrille auf den Handelskarten von Edward Scarlett in der Zeit von 1714 bis 1727[2]. Diese hatten auffällig große Ösen in Spiralform (bzw. Schneckenform) am Ende der kurzen Bügelstangen[3]. Diese Spiralform sollte für einen besonders guten Halt und Druckverteilung an der Schläfe sorgen. Nur einige Originale dieser Scarlett-type Spectacles sind erhalten.
- Die wohl einzig erhaltene 'Scarlett-type Spectacles' (schneckenförmige Bügelenden) mit Herstellersignierung stammt ebenfalls aus der 1. Hälfte des 18. Jh. (1705–1750) und befindet sich in der Sammlung des Museums Kassel, Deutschland[4]. Statt aus Runddraht sind hier die Bügel aus vergoldetem Silberblech. Inschrift: „Opticus Temmen in Cassel L.a.p.d.“ (Vater und Sohn Temmen waren in Kassel als Optici zwischen 1705 und 1750 tätig).
- Ein Grabstein, auf dem Friedhof Kirkliston / Edinburgh einer Margaret Shield datiert 1727, zeigt zwei in Stein gemeißelte Köpfe oder Totenschädel, die ganz offenbar Schläfenbrillen mit seitlichen runden Ringen tragen[5][6]. Ob es tatsächlich Köpfe sind, die zudem Brillen tragen, ist allerdings nicht endgültig gesichert. Passt aber zeitlich zu den Handelskarten von Edward Scarlett (s. o.).
- Ab 1746 sind Schläfenbrillenbügel mit großen kreisrunden Ringen bekannt. Diese weitaus häufigere Variante wird dem französischen Optiker Marc Thomin[7], Paris zugesprochen. Die Ringe wurden in der Folge immer geringer im Durchmesser, bis hin zu kleinen ovalen Ösen. In Verbindung mit dann länger werdenden Bügeln war das dann der fließende Übergang zum Steckbügel (zur Gattung Ohrenbrille gehörend).
- 1751. Eine in Italien gefertigte Schläfenbrille aus Eisen hat geschlossene Bügelendplatten mit einem relativ kleinen Durchmesser von ca. 17 mm[8]. Die Gläser sind mit einem Reduzierring aus Horn eingesetzt. Der rechte Reduzierring ist mit einer Inschrift versehen: „Camillo Lazzarini fecit 1751 Pesaro“ und die Gläser haben eine Stärke von ca. −18,00 Dioptrien. Ähnliche Schläfenbrillen mit geschlossenen Endstücken sind auch als Hornbrillen bekannt.
- Aufwendig gestaltete Elfenbein- und Silberbrillen mit paddelförmigen Seitenteilen in Seitenschwert-Form früher Segelboote.

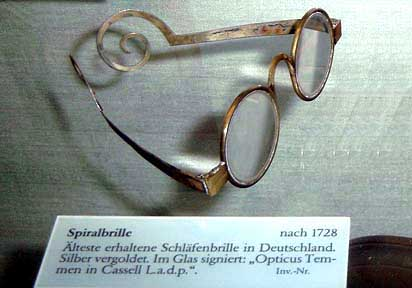
'Scarlett-type Spectacles' Opticus Temmen in Cassel / Deutschland, um 1730
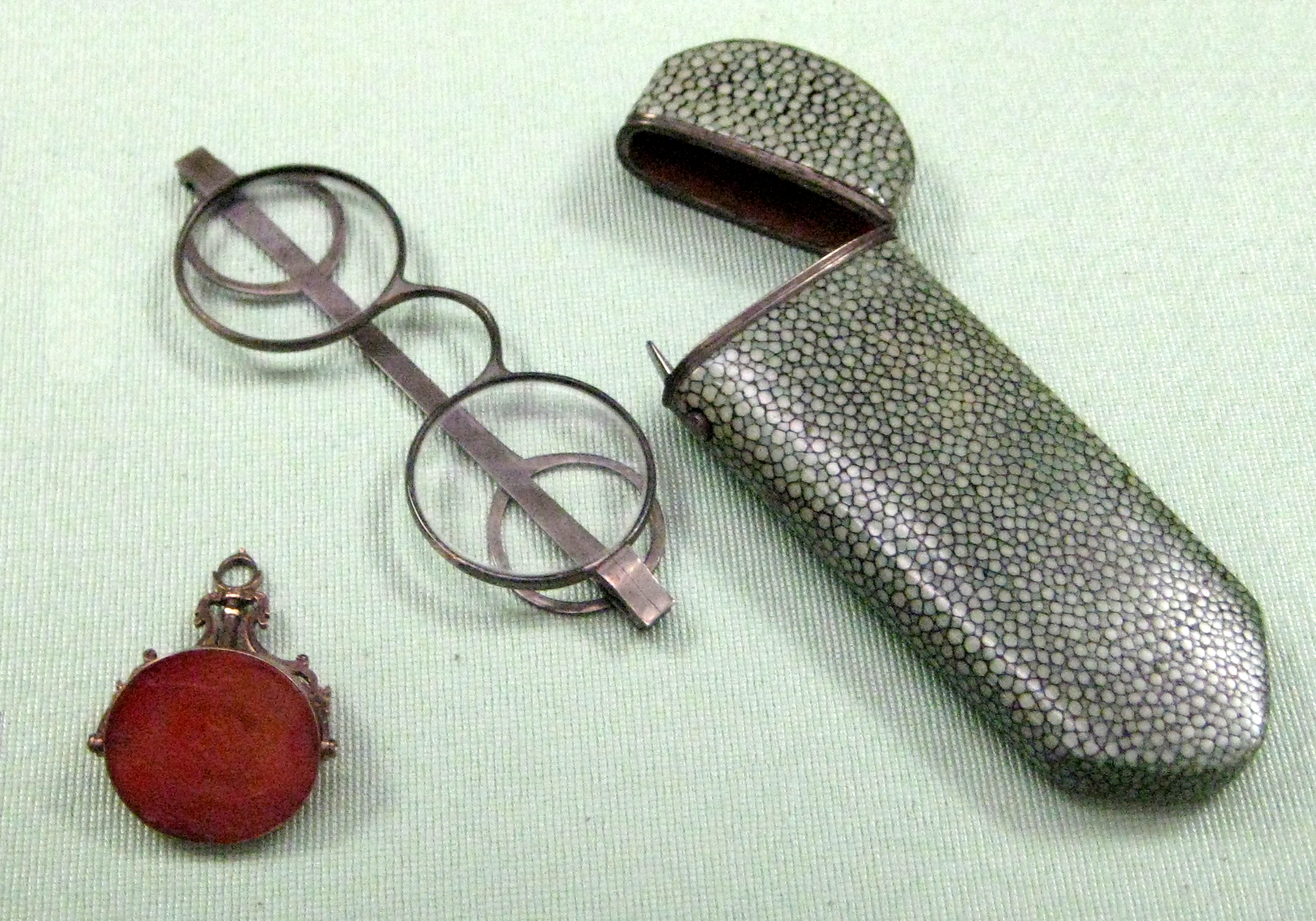
Schläfenbrille aus Eisen, Kaiserin Katharina II. Petersburg
Kunstvolle Schläfenbrille versilbert, Schweden um 1750
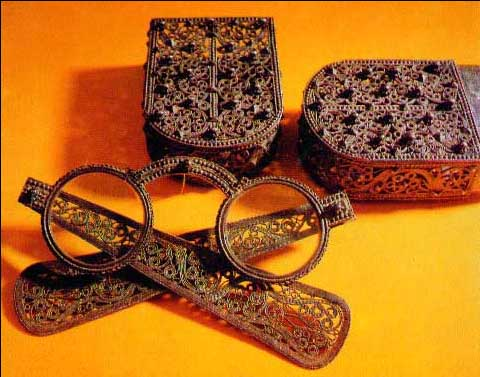
Luxuriöse Schläfenbrille (Paddelform) um 1800, Italien oder Spanien

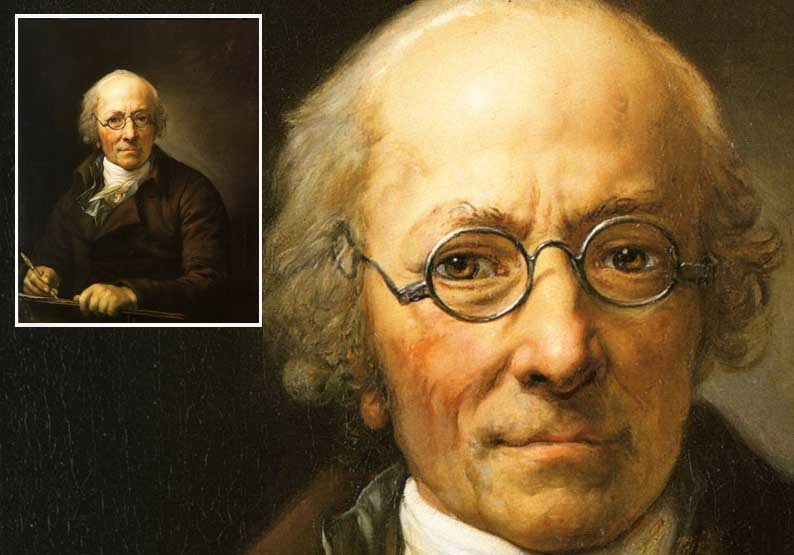
Selbstporträt von Anton Graff mit aufgesetzter Schläfenbrille, 1805 / Dresden

Die Brillen mit Schnecken-, Ring- und Ösenbügel waren aus Eisen und drückten mit hoher Kraft auf die Schläfen. Das Tragen von Schläfenbrillen war dadurch, in gewissem Maße, unangenehm und schmerzhaft. So wurden die Endstücke gerne, für ein angenehmeres Tragen, mit Seidentuch überzogen. Ebenso dienten die runden Enden zur Befestigung von Bändern, um die Brille hinter dem Kopf festzuziehen.
Typisch für die Zeit der Schläfenbrillen sind runde Gläser (ø max. 38 mm), verbunden durch einen „C-Steg“ und dicke Metallrahmen mit meist groben Fertigungsmerkmalen. Brillen mit ovalen Gläsern (ab etwa 1810), dünnrandigeren Rahmen und etwas längeren starren geraden Bügelstangen mit kleinen Ösen sind Steckbügel-Brillen und gehören, genauso wie die Doppelscharnierbrille, zu den nachfolgenden Ohrenbrillen.
Nach dem Aufkommen der Ohrenbrillen verschwand die Schläfenbrille bereits am Ende des 18. Jahrhunderts wieder.

## Allgemeines

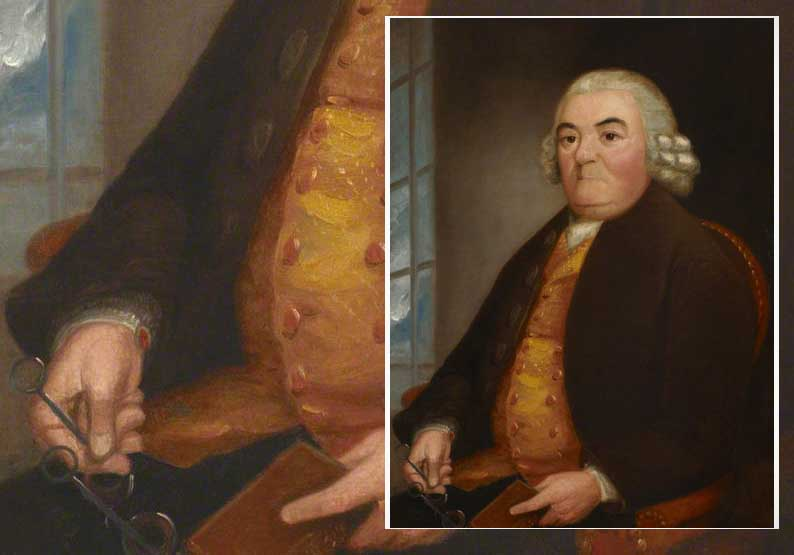
1784 England, Robert Harris hält eine „Martin’s Margins“ Schläfenbrille in Händen

Aus heutiger Sicht etwas unverständlich, warum man damals, nachdem man nach etwa 400 Jahren Brille endlich auf die Idee mit dem Bügel kam, diesen nicht bis zum Ohr führte. Zum einen waren es die Händler selbst, die kein sonderliches Interesse daran hatten, neben verschiedenen Glasstärken in Kombination mit unterschiedlichen Nasenstegbreiten auch noch diverse Bügellängen berücksichtigen zu müssen (denn noch bis Mitte des 19. Jh. wurden Brillen in der Regel von fliegenden einfachen Händlern als Fertigbrillen feilgeboten) und zum anderen waren es die Brillenträger selbst. Wenn man manch einen in Öl porträtierten Brille tragenden Gelehrten ausklammert, war den Menschen damals das Benutzen einer Brille oft peinlich. Brillenträger galten als behindert bzw. alt. Zudem sind Fehlsichtigkeiten teilweise vererbbar und so waren Brillenträger bei der Partnerwahl weniger gefragt.
Zwei weitere Aspekte waren hinderlich bei der Verbreitung funktionaler Brillen mit festem Sitz am Kopf:
1. Gab es die Befürchtung, dass das gebündelte Licht des Brillenglases das Auge schädigen könnte (wie ein Brennglas zum Feuer entzünden). So empfahl um 1750 in England James Ayscough leicht getönte Gläser, da die weißen schädliches Licht erzeugen, und Benjamin Martin seine „Martin’s Margin“ Reduzierringe[9] zur Lichtmengen-Reduzierung.
2. Je nach Region und Gesellschaftsschicht war es unehrenhaft, Mitmenschen durch eine Brille zu betrachten. Denn selbst noch im 19. Jh. hatten viele Angst davor, was ein Brillenträger beim Blick durch seine Glaslinsen alles von seinem Gegenüber wahrnehmen könnte (womöglich wie ein Hellseher durch seine Glaskugel). Selbst Goethe war es unangenehm, wenn ihm jemand mit aufgesetzter Brille gegenübertrat[10], ebenso benutzte er seine Kurzsichtigkeits-Fernbrille nur kurzzeitig und sporadisch[11] (aufgrund seiner Kurzsichtigkeit brauchte er im Übrigen keine Lesebrille).

Damit war es nicht nur die Eitelkeit, sondern auch Ängste, die zur damals verbreiteten Meinung führte, je kleiner die Brille und auch wenig geeignet zum dauerhaften Tragen, umso unbedeutender die Brille und die damit korrigierte Sehschwäche. Somit durfte man auch darauf hoffen, dass das eigene Augenleiden vom persönlichen Umfeld dementsprechend auch nur als gering eingeschätzt wurde. Aufgrund dieser Einstellung mussten Brillen möglichst klein sein, um sie vor und nach dem kurzfristigen Benutzen z. B. in der hohlen Hand oder einem kleinen Etui zu verbergen. Dementsprechend waren lange Bügel, die zudem umständlich unter die im 18. Jahrhundert üblichen voluminösen Frisuren oder Perücken geschoben werden mussten oder beim Abnehmen in denselben hängen bleiben konnten, nicht gefragt. Das Maß für die Länge der Bügel war die Fassungsbreite 1, damit sie nach dem Zusammenklappen nicht überstehen und dadurch übergroße Etuis benötigen. Passend zu diesem Umstand hatten die dann doch nachfolgenden Ohrenbrillen in sich zu verkürzende Bügelstangen (Knickstangen, Schiebestangen). Sicher auch ein Grund dafür, warum sich bügellose Klemmbrillen (ab etwa 1840 dann Kneifer), Lorgnetten und Monokel noch bis zum Anfang des 20. Jahrhunderts großer Beliebtheit erfreuten, die erst mit Erfindung der heutigen anatomisch anpassbaren Golfbügel (um 1930) langsam verschwanden.

### Schläfenbrillen nannte man
- in England: „temple spectacles“ = Schläfen-Brille. Alle dann folgenden Bügelvarianten werden im englischen Sprachraum allerdings bis heute ebenfalls als „temple“ bezeichnet!
- in Frankreich: „Lunettes à tempes permettant de respirer à l’aise“ = Brille an der Schläfe, ermöglicht bequemes Atmen (gegenüber den damals üblichen Nasenklemmern).
- in Italien: „Occhiali con asta tempiale“ = Brille mit Schläfen-Stange.
- in Niederlande und im flämischen Teil Belgiens: „Slapenbril“ = Schlafbrille bzw. Schlafenbrille[14]. Nicht zu verwechseln mit der Slaapbril (Schläfenbrille), einer Bezeichnung für moderne Sportbrillen.

In Fachbüchern des späten 19. Jh. und frühen 20. Jh. wird von verschiedenen Autoren Spanien im 17. Jh. als möglicher ursprünglicher Entstehungsort der Schläfenbrille benannt. Die Begründungen zu diesen Aussagen sind allerdings nur sehr vage und ohne Nachweise.

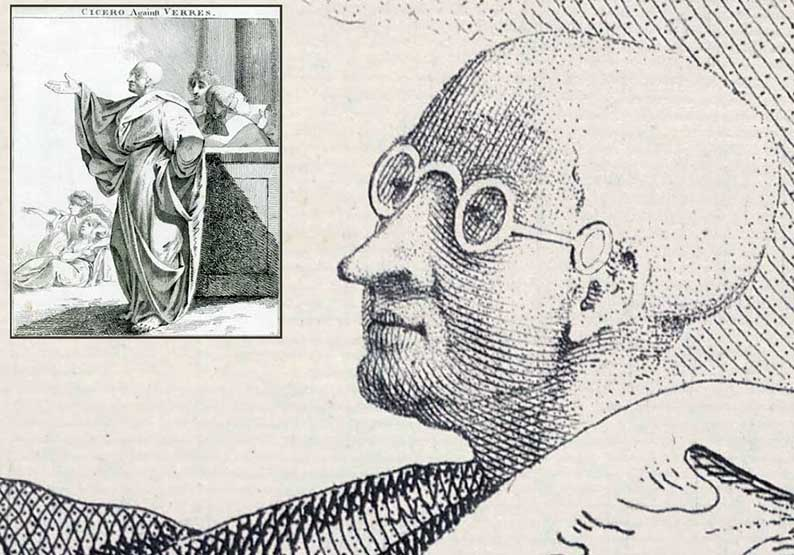
Seltene Darstellung (von 1787) einer in England getragenen Schläfenbrille
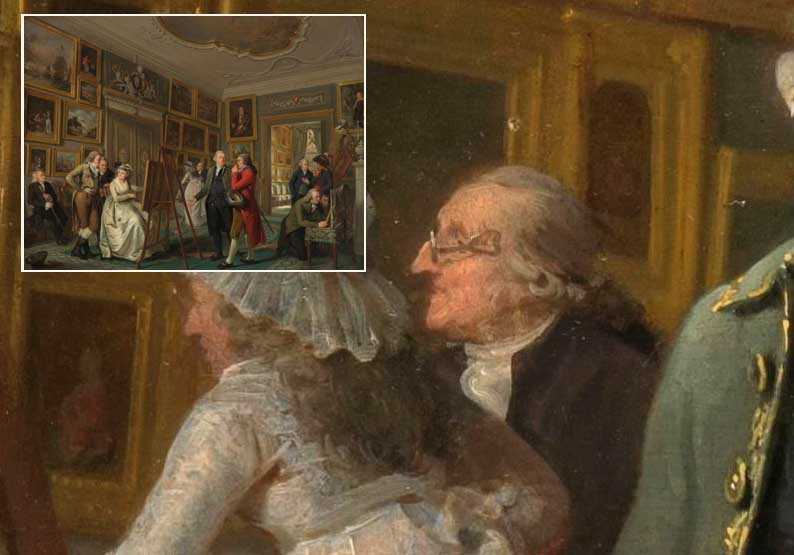
1794 Amsterdam, seltene Schläfenbrille mit birnenförmigen[15] Endstücken
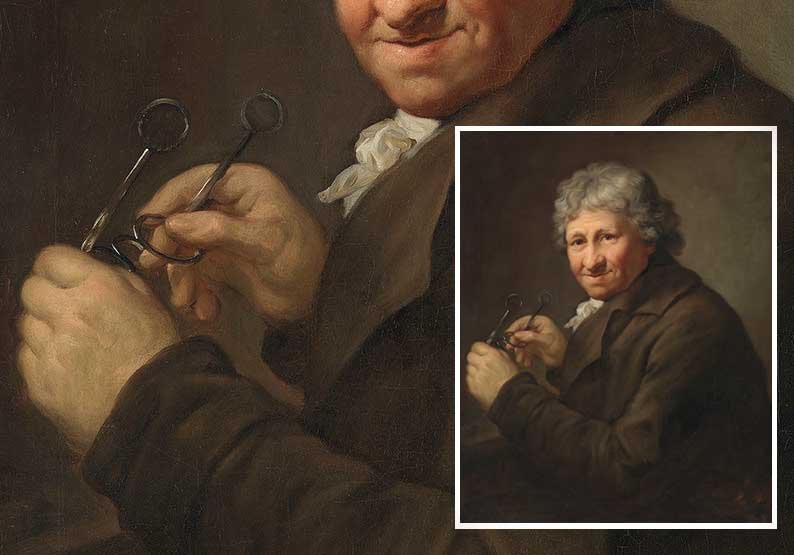
Der Grafiker und Illustrator Daniel Chodowiecki hält seine Schläfenbrille in den Händen, 1798 / Berlin
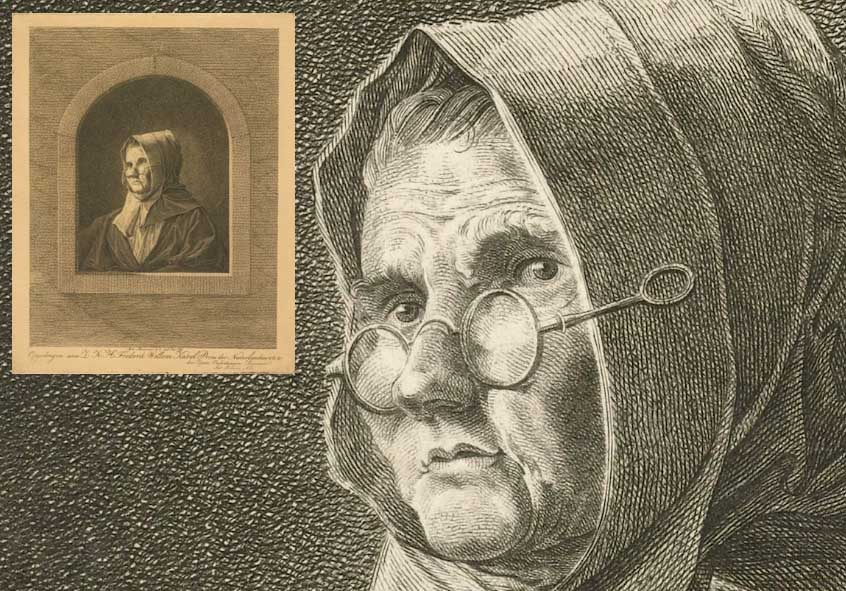
Niederlande, etwa um 1815, Joannes Bemme, 1775–1841, „Alte Frau in einer Nische“

### Zeitgenössische Darstellungen mit Schläfenbrillen

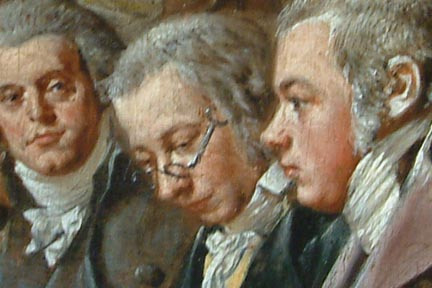
1799 NL, Wybrand Hendriks „Het Haarlemse Teekencollegie“, Student mit Schläfenbrille. (Bildausschnitt)

- 1784 R. Fulton, Porträt Robert Harris, hält eine „Martin’s Margins“ Schläfenbrille in der Hand.
- 1787 Karikatur mit Edmund Burke 2, von John Boyne, Titel: „Cicero gegen Verres“.
- 1788 Adriaan de Lelie, Porträt Joannes Henricus Lexius, hält eine Schläfenbrille in Händen.[16]
- 1794/95 Adriaan de Lelie, „De kunstgalerij van Jan Gildemeester Jansz“, seltene birnenförmige Bügelenden.
- 1796 George Moutard Woodward, Titel: „Front window of the Globe Inn, Exeter“ (England).[17]
- 1798 Anton Graff, Porträt Daniel Chodowiecki, hält eine Schläfenbrille in Händen. 3
- 1798 Henry Hervey Baber, Porträt John Price, walisischer Bibliothekar der Universität Oxford.[18]
- 1799 Wybrand Hendriks, „Het Haarlemse Teekencollegie“, einer der Studenten trägt eine Schläfenbrille.[19]
- 1805 Anton Graff, Selbstporträt mit aufgesetzter Schläfenbrille, sitzend. 3
- 1809 Anton Graff, Selbstporträt mit aufgesetzter Schläfenbrille, stehend. 3
- 1815 Joannes Bemme, Niederland. Titel: „Oude vrouw in een nis“ („Alte Frau in einer Nische“).
- 1840 vor. Zwei Porträts von Caroline Herschel (1750–1848 Hannover), Astronomin mit Schläfenbrille.[20]
- 1880–1900, Porträt Julia Foote, einer afroamerikanischen Frau mit seltenen 45° gewinkelten Bügeln.